# San Sebastián, Solosuchiapa
San Sebastián är en ort i Mexiko.   Den ligger i kommunen Solosuchiapa och delstaten Chiapas, i den sydöstra delen av landet, 700 km öster om huvudstaden Mexico City. San Sebastián ligger 476 meter över havet och antalet invånare är 144.
Terrängen runt San Sebastián är kuperad åt nordost, men åt sydväst är den bergig. Terrängen runt San Sebastián sluttar norrut. Runt San Sebastián är det ganska tätbefolkat, med 70 invånare per kvadratkilometer. Närmaste större samhälle är Teapa, 16,3 km norr om San Sebastián. I omgivningarna runt San Sebastián växer i huvudsak städsegrön lövskog.